# Федеральна столична територія (Пакистан)
Федеральна столична територія (урду وفاقی دارالحکومت, англ. Islamabad Capital Territory) — одна з двох федеральних територій Пакистану.

## Географічне положення
Столична територія включає в себе місто Ісламабад. Площа територій дорівнює 907 км². Територія представлена в Національній асамблеї двома виборчими округами, а саме НА-48 і НА-49.

## Адміністративний поділ
Адміністративно федеральна столична територія поділяється на 5 зон.

## Освіта
Ісламабад має найвищий рівень грамотності населення в Пакистані (87 %). Тут розташовані одні з найбільших університетів країни, у тому числі Університет Каїди-і-Азам, Міжнародний ісламський університет та Національний університет науки і технології.